# Туризм в Бурятии
Туризм — приоритетная отрасль экономики Бурятии. Туристические активы позволяют республике быть одним из наиболее конкурентоспособных регионов России. По оценке агентства «Эксперт РА», Бурятия по туристическому потенциалу в инвестиционном рейтинге российских регионов поднялась с 45 места в 2006 году до 14 места в 2010 году.
Бурятия притягивает туристов со всего света озером Байкал, другими уникальными природными, историческими и культурными достопримечательностями.

## История
Организованный туризм в Бурятии начал развиваться с 1924 года. В мае 1924 года в Верхнеудинске при Наркомпросе было создано экскурсионное бюро для организации встреч прибывающих в город экскурсантов сельских школ. 29 мая 1929 года при горкоме ВЛКСМ Верхнеудинска было создано Бюро туристов. Туризм находился в ведении профсоюзов, но плохо развивался. Бюро туристов давало консультации по вопросам туризма, согласовывало маршруты.

## Статистика
В 2011 году Бурятия приняла 586,5 тыс. туристов из более чем 60 стран мира и регионов России. Объём платных услуг составил 114,2 млн рублей. Численность работников в туристической отрасли Бурятии — 4,8 тыс. человек.
За девять месяцев 2013 года приток туристов в Бурятии вырос на 7,5 % по сравнению с аналогичным периодом прошлого года и составил 617 тысяч человек, из них 53,9 % пришлось на Тункинский район.
Поток туристов в Бурятию увеличивается ежегодно в среднем на 10-20 %. По прогнозам правительства Бурятии, в ближайшие годы республика примет до 1 млн человек в год.

## Туристско-рекреационный комплекс
В структуру комплекса входят ОЭЗ ТРТ «Байкальская гавань», 4 туристских кластера — туристско-рекреационный кластер «Подлеморье», автотуристский кластер «Байкальский», автотуристский кластер «Кяхта», автотуристский кластер «Тункинская долина», 8 зон экономического благоприятствования туристско-рекреационного типа.

## Основные страны, откуда в Бурятию приезжают туристы (до 2022 года)
1. Германия
2. Китай
3. Монголия
4. Республика Корея
5. США
6. Франция

## Приоритетные виды туризма в Бурятии
- Горнолыжный
- Культурно-познавательный
- Лечебно-оздоровительный
- Приключенческий
- Религиозный
- Спортивный
- Экологический

## Районы Бурятии
| №  | Муниципальный район Бурятии | Административный центр |
| -- | --------------------------- | ---------------------- |
| 1  | Баргузинский район          | село Баргузин          |
| 2  | Баунтовский район           | село Багдарин          |
| 3  | Бичурский район             | село Бичура            |
| 4  | Джидинский район            | село Петропавловка     |
| 5  | Еравнинский район           | село Сосново-Озерское  |
| 6  | Заиграевский район          | посёлок Заиграево      |
| 7  | Закаменский район           | город Закаменск        |
| 8  | Иволгинский район           | село Иволгинск         |
| 9  | Кабанский район             | село Кабанск           |
| 10 | Кижингинский район          | село Кижинга           |
| 11 | Курумканский район          | село Курумкан          |
| 12 | Кяхтинский район            | город Кяхта            |
| 13 | Муйский район               | посёлок Таксимо        |
| 14 | Мухоршибирский район        | село Мухоршибирь       |
| 15 | Окинский район              | посёлок Орлик          |
| 16 | Прибайкальский район        | село Турунтаево        |
| 17 | Северо-Байкальский район    | посёлок Нижнеангарск   |
| 18 | Селенгинский район          | город Гусиноозёрск     |
| 19 | Тарбагатайский район        | село Тарбагатай        |
| 20 | Тункинский район            | село Кырен             |
| 21 | Хоринский район             | село Хоринск           |

## Популярные места и достопримечательности
В 2020 году Министерством туризма Бурятии был запущен Республиканский интернет-конкурс «ТОП-100 достопримечательностей Республики Бурятия». В результате голосования жителей и представителей муниципалитетов и организаций были выбраны сто популярных туристических мест Бурятии:
1. Пляж Дулан — Залив Провал.
2. Загустайский дацан.
3. Мысовский маяк — один из двух сохранившихся маяков на Байкале. Построен в 1895 году. Находится в городе Бабушкин.
4. Парк религиозно-познавательного туризма «Арьяаа Баала» — Арьяаа-Баала («Владыка взирающий») это один из главных божеств буддийского пантеона, наиболее почитаемый в Бурятии. Находится в селе Санага Закаменского района.
5. Свято-Троицки Селенгинский мужской монастырь.
6. Озеро Гусиное.
7. Святой крест на горе Убиенная.
8. Вознесенский собор.
9. Селенгинский Спасский собор.
10. Храм Воскресения Христова.
11. Посольский Спасо-Преображенский монастырь.
12. Бултумурский дацан.
13. Тамчинский дацан.
14. Озеро Щучье.
15. Байкал — самое древнее, глубокое и чистое озеро на Земле, святыня для народов, живущих на его берегах, место необычайной красоты и мощной энергетики, привлекательный туристический бренд России, объект всемирного наследия ЮНЕСКО.
16. Церковь Успения Пресвятой Богородицы.
17. Свято-Одигитриевский cобор.
18. Часовня имени Варлаама Чикойского.
19. Дворец Белой Тары.
20. Спасо-Преображенская церковь.
21. Церковь Покрова Пресвятой Богородицы.
22. Ступа Джарун Хашор.
23. Иройский дацан.
24. Утес «Англичанка».
25. Источник «Агсуурга».
26. Минеральные источники «Енгорбойский аршан».
27. Темниковская пещера.
28. Село Ягодное.
29. Тамчинский оленный камень.
30. Мемориальный комплекс декабристам.
31. Байкальский омуль.
32. «Энергетический лабиринт».
33. Ноехон — родина кумыса.
34. Байкальская нерпа.
35. Этно-культурный комплекс «Богиня Мать — Земля».
36. Река Селенга.
37. Богородицу-Введенский храм села Елань.
38. Плита в местности Нарин Хундый — на плите есть надписи на пяти языках. Точное время установки плиты неизвестно, но считается, что это старинное место. Название «Нарин Хундый» в переводе с бурятского означает «Узкий распадок».
39. Новоселенгинский музей декабристов.
40. Поклонный крест на «Боговых пещерах» — крест, установленный на горе, в районе, где находятся так называемые «Боговы пещеры». Такие кресты часто устанавливают в знаковых, почитаемых местах, в том числе на вершинах гор, как символ веры и духовности.
41. Баргузинский соболь.
42. Триумфальная арка в Новоселенгинске.
43. Кяхтинский краеведческий музей — один из самых старых музеев Забайкалья, уникальная хуннская коллекция.
44. Историческое село Баргузин.
45. Ушканьи острова — лежбища байкальского тюленя (нерпы).
46. Памятный знак хозяину воды «Усан — Лопсон».
47. Иволгинский дацан — официальный центр российского буддизма.
48. Мурочинский дацан «Балдан Брейбун».
49. Памятный крест в честь Протопопа Аввакума.
50. Атамано-Николаевская станица.
51. Улица Соборная в Улан-Удэ.
52. Старообрядческая церковь в селе Тарбагатай.
53. Хилгантуйский дацан.
54. Аршан — федеральный бальнеологический курорт у подножия Восточных Саян.
55. Лик Богини Янжимы — покровительница плодородия, дарует жизненные силы женщинам.
56. Байкальский лед.
57. Этнографический музей народов Забайкалья.
58. Удунгинский купеческий тракт «Великий чайный путь».
59. Музей усадьба художника Владимира Шелковникова в селе Адамово.
60. Курорт Нилова Пустынь.
61. Байкальский дацан.
62. Светлая Поляна — эколого-этнографический парк в Максимихе, построенный в виде казачьего острога времен XVII века.
63. 33-х метровый Будда Шакьямуни.
64. Удинский острог.
65. Мунку-Сардык — высочайшая вершина Саян — одна из высочайших год в России, её наивысшая точка — 3491 м над уровнем моря.
66. Термальные источники «Хакусы».
67. Аллинские термальные источники.
68. Месторасположение купеческих дач в селе Усть-Киран.
69. Эвенкийский центр развития творчества «Давдын».
70. Сандаловый Будда.
71. Выставочный зал минералов Baikal Gems.
72. Эвенкийский центр «Юктэ».
73. Лики Белой Тары и Зелёной Тары.
74. Водопад Сайлаг.
75. Чивыркуйский залив — одно из самых живописных мест на Байкале.
76. Театр оперы и балета в Улан-Удэ.
77. Тункинский национальный парк.
78. Янгажинский дацан — возрождён в 2017 году.
79. Валун «Черепаха».
80. Этно-фестиваль «Баатар шулуун».
81. Источник «Аршан» в местности Улентуй.
82. Термальный источник «Умхей».
83. Экологическая тропа «Путь к Байкалу».
84. Памятник В. И. Ленину в Улан-Удэ.
85. Арка «Царские врата» в Улан-Удэ.
86. Таглей — загадочное озеро в труднодоступной горной тайге, обладающее целебными свойствами.
87. Источники «Хойто-Гол».
88. Анинский дацан — буддийский монастырь (дацан).
89. Визит-центр «Байкал Заповедный».
90. Долина вулканов в Горной Оке.
91. Озеро Котокель.
92. Гора Бархан-Уула.
93. Бурхан-Баабай.
94. Источники «Хонгор-Уула».
95. Музей истории Бурятии.
96. Мамай — культовое место для любителей зимнего экстрима.
97. Десятниково — самое красивое село России.
98. Озеро Фролиха.
99. Храм Гэсэра.
100. Падь Жаргалантуй.

Другие достопримечательности:
1. Ацагатский дацан — буддийский монастырь школы гелуг.
2. Баргузинская долина — крупная межгорная котловина в Бурятии, между Баргузинским и Икатским хребтами.
3. Баян Хонгор — 33-метровый Будда, нарисованный на скале горы Баян Хонгор (Хоринский район). Открытие прошло в 2016 году.
4. Бурин-Хан — священная гора, одна из самых почитаемых буддийских святынь Центральной Азии.
5. Иволгинское городище — северный форпост империи Хунну, крупнейший археологический памятник Забайкалья.
6. Ильинка — горячий бассейн с термальной водой, рекомендуется для лечения опорно-двигательного аппарата, а также заболеваний нервной системы
7. Кяхта — старинная купеческая слобода, город миллионеров, чайная столица России, песчаная Венеция.
8. Музеи Бурятии
9. Сартул-Гэгэтуйский дацан — красивый буддийский храм на юге Бурятии.
10. Забайкальские старообрядцы (семейские) — самобытная старорусская культура, шедевр устного и нематериального наследия человечества (ЮНЕСКО).
11. Тарбагатай — село, где до сих пор живут старообрядцы Забайкалья.
12. Тункинская долина — система межгорных понижений тектонического происхождения в горах Восточного Саяна в Бурятии (большая часть) и Иркутской области.
13. Эгитуйский дацан — один из самых посещаемых дацанов Бурятии.

## Заповедные территории
В проекте «Заповедное ожерелье Байкала» объединились заповедники, заказники и национальные парки трех субъектов федерации — Иркутской области, республики Бурятия и Забайкальского края. На территории республики Бурятия расположены Байкальский заповедник (в ведении которого находятся федеральные заказники «Алтачейский», «Фролихинский» и «Кабанский»), Джергинский заповедник, Тункинский национальный парк, ФГБУ «Заповедное Подлеморье», объединившее Баргузинский заповедник и Забайкальский национальный парк.
Заповедники:
1. Байкальский государственный биосферный заповедник
  - «Алтачейский» государственный природный заказник федерального значения
  - «Кабанский» государственный природный заказник федерального значения
2. Баргузинский государственный биосферный заповедник имени К. А. Забелина
  - «Фролихинский» государственный природный заказник федерального значения
3. Государственный природный заповедник «Джергинский»

Парки:
1. Национальный парк «Забайкальский»
2. Национальный парк «Тункинский»
3. Природный парк «Шумак»

Природные биологические заказники:
1. Ангирский заказник
2. Боргойский заказник
3. Верхне-Ангарский заказник
4. Кижингинский заказник
5. Кондо-Витимский заказник
6. Муйский заказник
7. Прибайкальский заказник
8. Снежинский заказник
9. Тугнуйский заказник
10. Узколугский заказник
11. Улюнский заказник
12. Худакский заказник
13. Энхалукский заказник

- Заповедники и национальные парки
- Байкальский заповедник
- Джергинский заповедник
- Забайкальский национальный парк
- Тункинский национальный парк

## Курорты
- Аршан
- Баунт
- Горячинск
- Ильинка
- Киран, грязелечебница
- Кучигер
- Нилова Пустынь
- Умхей
- Хакусы

## Минеральные источники
- Агсурга[10] (Селенгинский район)
- Акшанга[10] (Мухоршибирский район)
- Алла[11] (Курумканский район)
- Ангаракан-Сартинский (Муйский район)
- Аршан (Тункинский район)
- Барагхан[11] (Курумканский район)
- Безымянский (Прибайкальский район)
- Буксехен[11] (Курумканский район)
- Вышка[12] (Тункинский район)
- Гоуджекит (Солнечный) (Северо-Байкальский район)
- Гарга[11] (Курумканский район)
- Горячинск[13] (Прибайкальский район)
- Гоуджекит[14] (Северо-Байкальский район)
- Гэгэтуй (Джидинский район)
- Дзелинда[15] (Северо-Байкальский район)
- Енгорбой[16] (Закаменский район)
- Жемчуг[12] (Тункинский район)
- Жойган[17] (Окинский район)
- Жэбхэхэн (Кижингинский район)
- Загза[18] (Кабанский район)
- Змеиный источник[19] (Баргузинский район)
- Золотой ключ (Прибайкальский район)
- Ильинка[20] (Прибайкальский район)
- Инзагатуй (Джидинский район)
- мыс Котельниковский[21] (Северо-Байкальский район)
- Котокельский (Прибайкальский район)
- Кучигер[11] (Курумканский район)
- Нилова Пустынь[22] (Туранский аршан) (Тункинский район)
- Орот[23] (Кижингинский район)
- Ошор Булаг[24] (Иволгинский район)
- Питателевский (Прибайкальский район)
- Старые ключи[25] (Бичурский район)
- Улзыта[26] (Этигэловский аршан) (Иволгинский район)
- Умхэй[11] (Курумканский район)
- Ута Булаг[27] (Янгажинский) (Иволгинский район)
- Ухаа-Толгой[28] (Иволгинский район)
- Хакусы[29] (Северо-Байкальский район)
- Халюта[24] (Иволгинский район)
- Хойто-Гол[30] (Окинский район)
- Шумак (Окинский район)

- Побережье Байкала в Горячинске
- Термальная ванна в Загзе
- Киран
- Шумак

## Гостиничные объекты
К началу 2017 года насчитывалось 256 гостиниц на 6,6 тысяч мест и 86 санаторно-курортных организаций и организаций отдыха — на 6 тысяч мест. В том числе гостиницы: «Байкал Плаза», «Бурятия», «Улан-Удэ Парк Отель», «Reston Hotel & Spa» и др.

## ОЭЗТРТ «Байкальская гавань»
Постановлением Правительства России от 3 февраля 2007 года в Бурятии создана особая экономическая зона туристско-рекреационного типа «Байкальская гавань».
Расположена в Прибайкальском районе республики.

## Памятники культуры и истории
- Бага-Заря — крупнейшая в Забайкалье писаница (петроглифы)
- Баян-Ундэр — хуннская крепость на юге Бурятии
- Поселение Варварина Гора — палеолитическая стоянка в окрестностях Старой Бряни, с «селенгинской» группой петроглифов Забайкалья
- Могильник Варварина Гора — древнемонгольское захоронение X—XVII веков
- Пещера Старая Брянь — писаница — петроглифы (I тыс. до н. э.)
- Дырестуйский Култук — хуннские могильники на юге Бурятии
- Иволгинское городище — северный форпост империи Хунну
- Ильмовая падь — могильники хуннской знати
- Оргойтон — хуннский княжеский могильник на юге Бурятии

- Писаница Бага-Заря
- Баян-Ундэр
- Каменная крепость Хорой-Шулуун в Марактинской долине
- Иволгинское городище

## События
- Сагаалган: народный праздник, встреча Нового года. Дата «плавающая», рассчитывается по лунному календарю, 12 февраля 2021.
- Гастрономический фестиваль «Боргойская баранина», Бурятия, Джидинский район, Белоозёрск, местность Атаган Булаг, 21 июня 2025
- Фестиваль скорости «Байкальская Миля». Озеро Байкал, Баргузинский район, село Максимиха. 20 февраля — 7 марта 2021.
- Турнир по подледному лову «Байкальская рыбалка-2021». Озеро Байкал, Прибайкальский район, местность Турка, 26 — 27 марта 2021.
- Горный фестиваль «Мунку-Сардык»: собирает ежегодно в последние дни апреля у подножия горной вершины Мунку-Сардык, в ущелье реки Иркут, любителей горного туризма со всех уголков мира. Окинский район.
- Фестиваль «Бумажный ключ».
- «Ночь в музее» — 22 мая 2021.
- Музыкальное лето: каждую субботу на пропилеях Оперного театра зрители могут насладиться концертом под открытым небом с участием лучших фольклорных коллективов республики, а также артистов оперы и эстрады
- Межрегиональный фестиваль авторской песни и поэзии «Песни Булата на Байкале»: музыкально-поэтический фестиваль на берегу озера Байкал, где собираются барды со всей России и устраивают душевные концерты авторских песен под гитару.
- Фестиваль казачьей культуры — проходит ежегодно в июле в разных районах Бурятии. Летом 2013 года состоится в Баргузинском районе
- Сурхарбан (Наадан): бурятский культурно-спортивный праздник — национальная борьба, конные скачки, стрельба из бурятского лука, игры, выступления фольклорных коллективов, угощения блюдами бурятской кухни. Улан-Удэ. Июнь 2025.
- Международный музыкальный фестиваль «Голос кочевников»: фестиваль world music. Бурятия, Заиграевский район, с. Ацагат, этно-комплекс «Степной кочевник» середина июля 2025.
- Фестиваль «Ночь ёхора»: бурятский национальный театр песни и танца «Байкал» ежегодно организует фестиваль бурятского народного кругового танца, объединяющий всех участников и зрителей энергией молодости, древним языческим духом поклонения солярному божеству. Улан-Удэ, июль 2025.
- Международный фестиваль-конкурс фольклора старообрядческих художественных коллективов «Раздайся, корогод!»: представление фольклора в подлинной народной манере, сохраняющей певческую школу старообрядцев. В фестивале примут участие старообрядческие коллективы из регионов России и зарубежья.
- День Байкала — отмечается в начале сентября в Улан-Удэ.
- Фестиваль гуннской культуры — проходит в начале сентября на берегу Селенги, поблизости с Иволгинским городищем.
- День древнего города — проходит в день города Улан-Удэ на Иволгинском городище, на других площадках
- Книжный салон: книжная выставка-ярмарка. Улан-Удэ.
- Международный конкурс горлового пения «Дыхание земли»: в Бурятию приедут мастера горлового пения из Монголии, Китая и российских регионов — Тывы, Горного Алтая и Хакасии. Улан-Удэ.

- Фестиваль «Ночь ёхора»
- «Голос кочевников»
- Фестиваль казачьей культуры
- Сурхарбан

## Туристические медиа
- Журнал «Байкалов день»
- Журнал «Мир Байкала»

## Туристические путеводители по Бурятии
- Байкал: Бурятия, Иркутская область. — Франция: Ле Пти Фюте, 1998
- Хамаганова Д. М. Байкал. — М.: Вокруг Света, 2007
- Хамаганова Д. М. Байкал. Вся Бурятия. — М.: VIZA, 2009
- Хамаганова Д. М. Байкал: Бурятия, Иркутская область. — М.: VIZA, 2010
- Кочергин И. Байкал. — М.: Аякс-Пресс, 2010
- Хамаганова Д. М. Байкал: Бурятия, Иркутская область. — М.: VIZA, 2011
- Ерошенко Л. Туризм и отдых в Бурятии. — Иркутск: Время странствий, 2011
- Байкал. Путешествие по Прибайкалью. — Иркутск: Гарант, 2012
- Бурятия. Современный путеводитель. — М.: PressPass, 2019.

## Виды Бурятии
- Вид на Баргузинский залив
- Озеро Байкал. Бухта Змеиная в Чивыркуйском заливе
- Дикий курорт Жойган
- Горная Ока
- Конные прогулки по горам Хойто-Гола
- На берегу Большой Еравны
- Журавли в Джидинской долине
- На горном озере Таглей
- В долине вулканов в Окинском районе
- Гора Хараты — памятник природы и сакральное место
- Свято-Троицкий Селенгинский монастырь
- Воскресенская церковь в Кяхте
- Древлеправославная церковь в Тарбагатае
- Иволгинский дацан
- Сартул-Гэгэтуйский дацан
- Мистерия Цам
- Театр оперы и балета в Улан-Удэ
- Светомузыкальный фонтан в Улан-Удэ
- Центр Улан-Удэ
- Дом семейских в Новой Бряни
- Пещера Старая Брянь